# 平溪乡 (广元市)
平溪乡，是中华人民共和国四川省广元市朝天区曾经下辖的一个乡。2019年12月，撤销平溪乡，将原平溪乡所属行政区域划归曾家镇管辖。

## 行政区划
平溪乡撤销前下辖以下地区：
大竹村、毛坝村、工农村、李家村和金龙村。